# 北海道道969号大野大中山線
北海道道969号大野大中山線（ほっかいどうどう969ごう おおのおおなかやません）は、北海道北斗市の旧大野町域と亀田郡七飯町を結ぶ一般道道（北海道道）である。

## 概要

### 路線データ
- 起点：北海道北斗市向野1丁目（北海道道96号上磯峠下線交点）
- 終点：北海道亀田郡七飯町大川
- 総延長：9.569 km
- 実延長：9.112 km
- 重用延長：0.457 km

## 歴史
- 1979年（昭和54年）4月17日 - 路線認定[1]。

## 路線状況

### 重複区間
- 北海道道756号大野上磯線：北斗市本町
- 国道5号：七飯町大川

### 道路施設

#### 主な橋梁
- 大野橋（65 m、大野川、北斗市向野-北斗市本町）
- 久根別12号橋（59 m、久根別川、七飯町字豊田-七飯町字中島）
- 中島1号橋（14 m、大川、七飯町字中野-七飯町字中島）

## 地理

### 通過する自治体
- 渡島総合振興局
  - 北斗市
  - 亀田郡七飯町

一部区間の道路が北斗市開発と七飯町字鶴野の境界である。

### 交差する道路
北斗市
- 北海道道96号上磯峠下線 - 向野1丁目（起点）
- 北海道道756号大野上磯線 - 本町（重複）
- 国道227号 -  本町

七飯町
- 国道5号 - 大川1丁目、大川5丁目（重複）
- 函館新道七飯大川IC - 大川

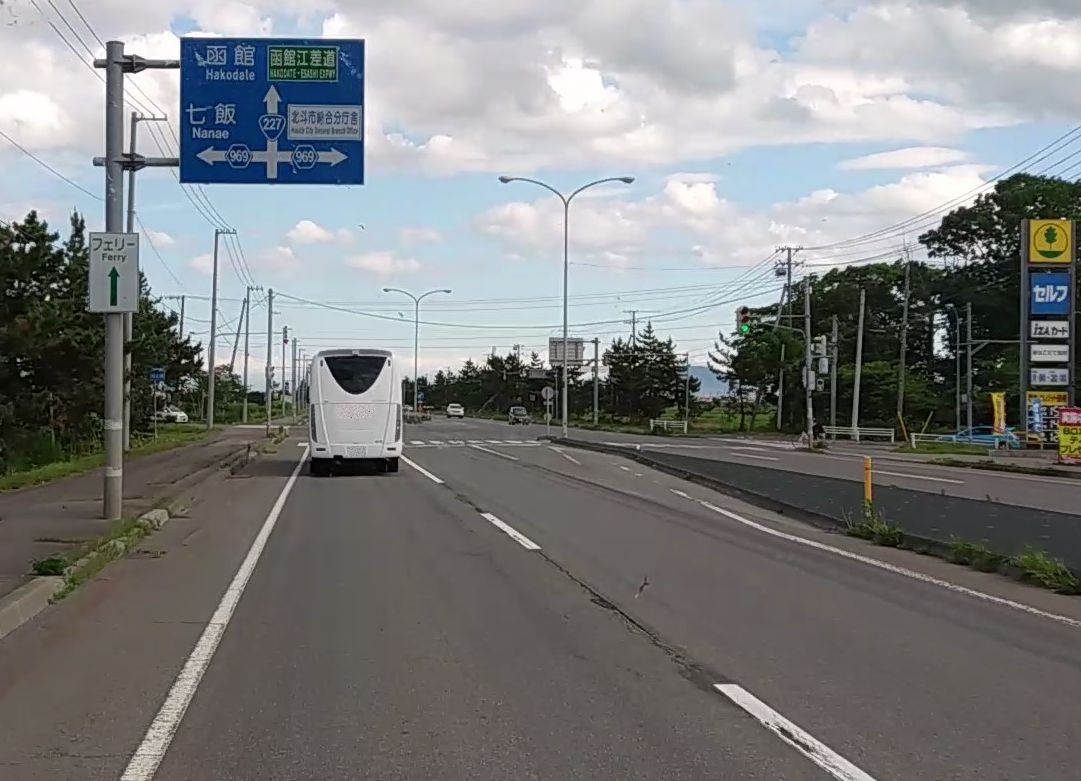
北海道道969号大野大中山線・国道227号交点（国道227号終点側から）

### 沿線にある施設など
北斗市
- 法亀寺
- 新函館農業協同組合本店 - 本町1丁目1-21

七飯町
- 新函館農業協同組合七飯支店大中山支店 - 大川6丁目2-8
- ローソン七飯町大川店 - 大川5丁目8-14
- 函館中央警察署七飯南駐在所 - 大川6丁目15-1
- 七飯消防署大中山分遣所 - 大川11丁目340-3

## その他
- 路線名には「大中山」とあるが、実際には大中山を通らない。